# Первое сербское восстание
Первое сербское восстание 1804—1813 (серб. Први српски устанак) — национально-освободительное восстание сербского народа под руководством Георгия Петровича против османского владычества. Восстание началось в феврале 1804 года в Белградском пашалыке. На стороне восставших сербов выступила Российская империя, которая оказывала денежную помощь и дипломатическую поддержку. Франция, поддерживавшая Османскую империю в борьбе с Россией, и Австрия заняли по отношению к восстанию враждебную позицию. Первоначальный успех был на стороне восставших, и в Бухарестский мирный договор 1812 года был включён пункт, обязывающий Турцию предоставить Сербии внутреннее самоуправление. Восстание имело важное значение для становления сербской государственности, но в 1813 году Османская империя, воспользовавшись тем, что Россия была занята войной с Наполеоном, напала на Сербию, и, разгромив сербские войска, восстановила власть султана.

## Предыстория
Ситуация в Османской империи в конце XVIII века была критической: страна без успеха вела войну с Россией, на окраинах империи царила анархия. После смерти в 1789 году султана
Абдул-Хамида I на трон взошёл Селим III с намерением реорганизовать государство. При поддержке группы единомышленников из среды высшей чиновной иерархии новый султан стал предпринимать реформы в экономической, административной, военной и других областях. Одним из главных начинаний Селима III стало расформирование войск янычар, которые к этому времени стали неэффективны и являлись угрозой для существования империи.

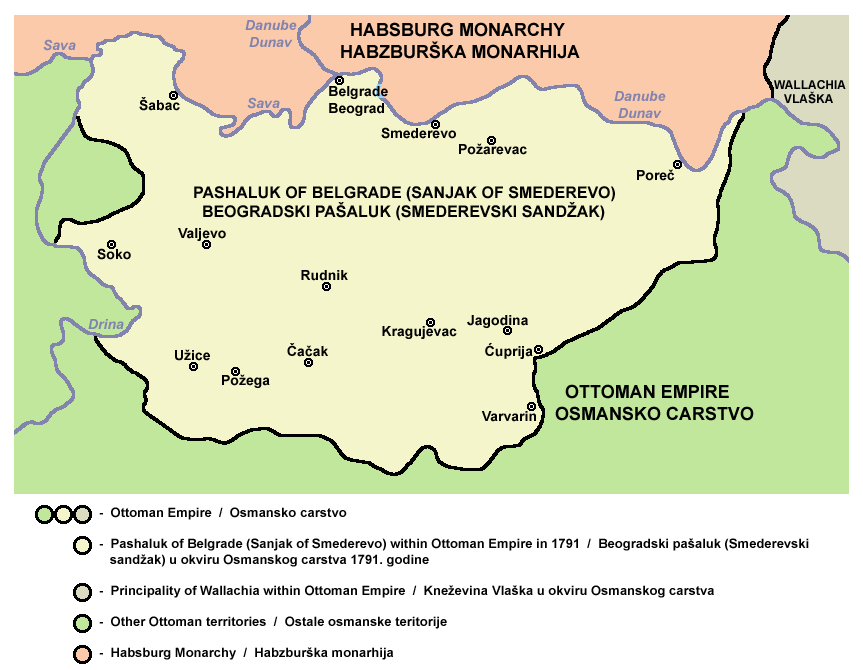
Белградский пашалык

Белградский пашалык был османской территорией, пограничной с Австрийской империй. Граница между ними, также известная как Военная граница, проходила по рекам Дунай и Сава, и долгое время была ареной боевых действий. Основную часть населения пашалыка составляли сербы. Одновременно с этим значительная часть сербов проживала на сопредельной австрийской территории и имела определённые национально-церковные права. В городе Сремски-Карловци пребывал сербский митрополит.
Для стабилизации ситуации в Белградском пашалыке и привлечения сербов на сторону реформ, султан Селим III своими распоряжениями даровал местному населению отдельные привилегии. В частности, было расширено местное самоуправление сербских князей (серб. кнезов), а для борьбы с янычарами, изгнанными из пашалыка, было разрешено сформировать 15-тысячный сербский корпус.

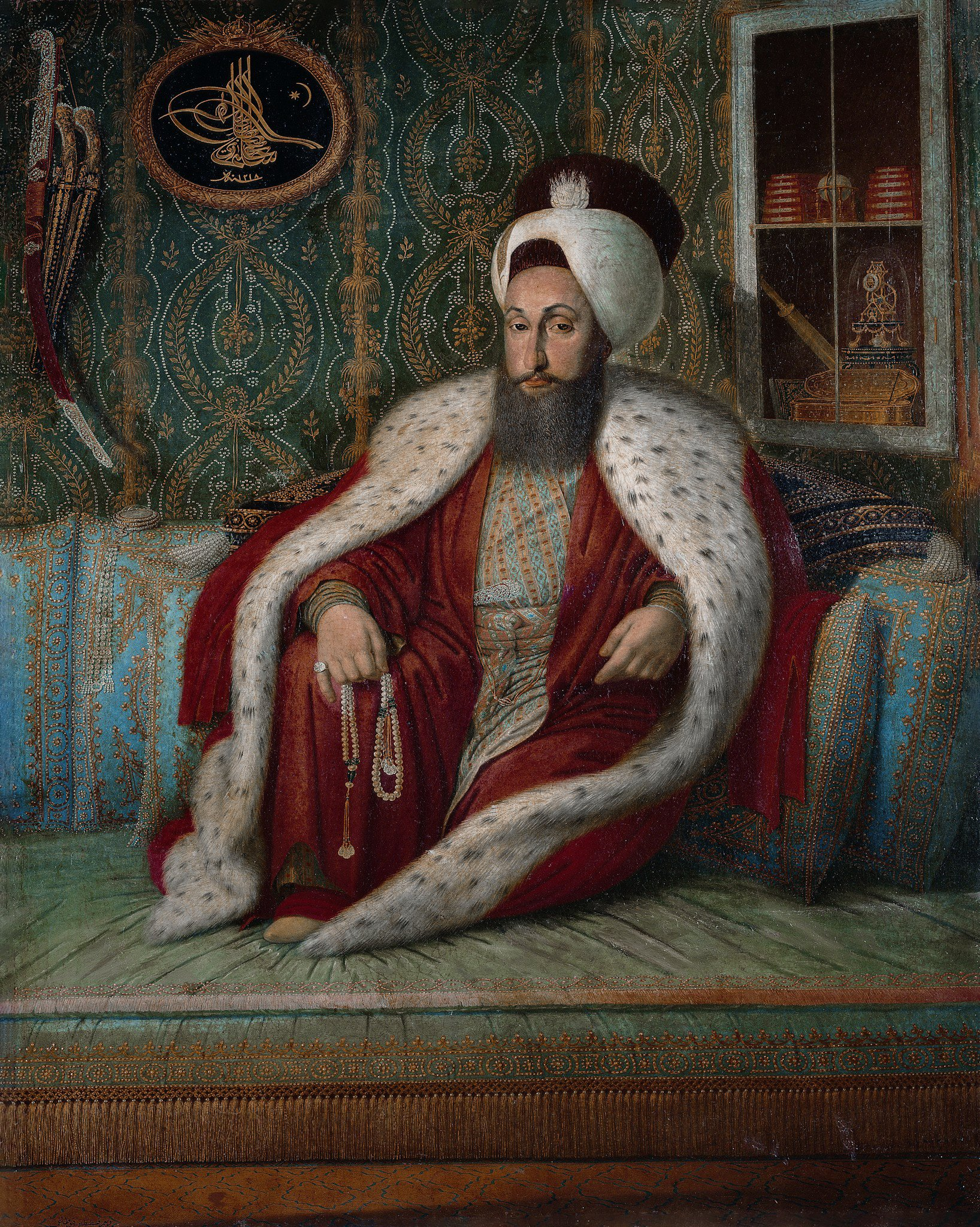
Селим III

Однако начавшийся Египетский поход Наполеона внёс коррективы в планы султана, и из военно-стратегических соображений в 1799 году Селим III разрешил янычарам вернуться в Белград. В 1801 году янычары совершили в Белграде переворот, убили Хаджи Мустафу-пашу, проводившего в жизнь реформы султана, и установили диктатуру четвёрки янычарских военачальников — дахий. Были восстановлены старые и созданы новые чифтлики, что привело к неконтролируемому росту податей и барщины. В небольшие города назначались кабадахии, а в селах с целью непосредственного надзора за населением строились опорные пункты — ханы, в которых размещались субаши и сеймены, выполнявшие полицейские функции. Янычары отобрали у турецких воинов-спахиев полученные от султана земельные наделы в Белградском пашалыке. Сербы были лишены привилегий, дарованных ранее. Выросли налоги и поборы, была введена торговая монополия. Все эти меры шли наперекор желаниям сербского населения, не желавшего иметь какие-либо контакты с турками, кроме контактов кнезов с пашой.
В ноябре 1803 года султан дал разрешение сербам и туркам-спахиям на совместное выступление против янычар. Спахии ещё в 1802 году предприняли попытку, опираясь на сербов, вернуть себе власть в пашалыке, но она оказалась безуспешной. Началась мобилизация, которую с сербской стороны возглавили Георгий Петрович Карагеоргий на севере пашалыка, в Шумадии, и Алекса Ненадович в западном районе Валево. Предоставленные сами себе вожди сербов начали устанавливать связи друг с другом, копить оружие и продовольствие. Янычары в ответ учинили в начале 1804 года резню князей (серб. сеча кнезова), истребив по разным данным от 70 до 150 человек, что и послужило непосредственным толчком к началу восстания.

## Первый этап восстания (1804—1805)

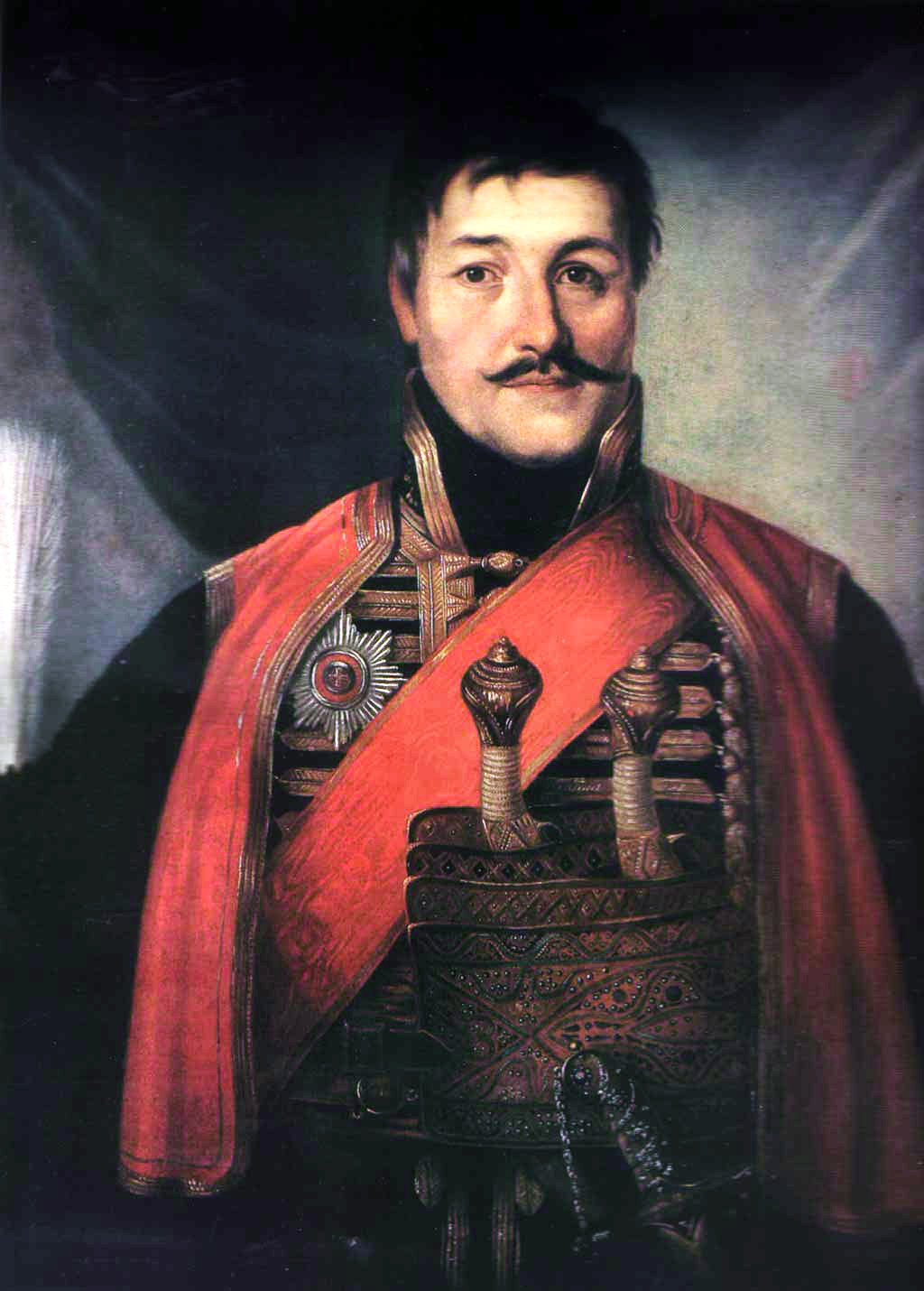
Георгий Петрович — Карагеоргий

В ответ на резню и зверства янычар повсеместно стали организовываться повстанческие отряды, которые уничтожали янычарские пункты управления на местах и блокировали важнейшие их укрепления. 15 февраля 1804 года в селе Орашац под Тополой местные сербские предводители из Белградской нахии и Шумадии приняли решение о начале восстания. Верховным вождём восстания был избран опытный воин, гайдук и бывший участник фрайкора, кавалер Железного Креста с дубовыми листьями обер-ефрейтор Карагеоргий. Благодаря хорошей координации действий местных лидеров восстание охватило девять из двенадцати нахий пашалыка. Первыми были уничтожены те турки, которые размещались в ханах. Затем сербы объединились в несколько крупных отрядов и атаковали такие города как Рудник, Валево, Шабац, Пожаревац, Смедерево. В осаде оказался и Белград.
На первом этапе восстания султанская власть в основном поддерживала сербов в борьбе против диктатуры янычар, а требования восставших сербов отличались умеренностью и сводились к устранению янычар и реставрации самоуправления времен Хаджи-Мустафы. В помощь повстанцам был отправлен с войском визирь Боснийского пашалыка Бекир-паша. Одновременно сербские повстанцы направили письмо русскому послу в Константинополе А. Я. Италинскому с прошением о поддержке, а в переговорах с Турцией настаивали на том, чтобы Австрия стала гарантом их требований. Последнее условие турки решительно отклонили. 28 апреля 1804 года разгорелось одно из первых сражений между сербскими повстанцами и янычарами — битва при Чокешине, в которой братья Недичи с 303 хайдуками сдерживали наступление 1500 турецких солдат во главе с Ножином-ага.
В июне — июле 1804 года янычарские начальники были свергнуты и убиты, законная власть султана на территории Белградского пашалыка была восстановлена. Однако, волнения и стычки между сербами и остатками янычар продолжались, что привело к новому подъёму восстания.

## Второй этап восстания (1805—1806)
В начале второго этапа восстания повстанцы провозгласили требования предоставления широкой политической автономии Белградскому пашалыку в составе Османской империи, зависимость от которой должна была проявляться лишь в уплате дани и участии сербов в войнах с врагами империи. В августе 1804 года на сборе старейшин во Врачаре было решено просить Россию о помощи обрести и гарантировать этот новый статус. Идеи сербов нашли поддержку сначала у товарища министра иностранных дел Российской империи Адама Чарторыйского, а затем и у императора Александра I — Россия стала официальным партнёром сербов в борьбе за автономию.
В конце апреля 1805 года в урочище Печаны у села Остружница собралась новая скупщина, на которой было составлено прошение султану, содержавшее условия сербов. Власти намеренно затягивали начало переговоров с прибывшей делегацией и одновременно готовили силы для ликвидации восстания. Руководителем подавления сербского мятежа был назначен нишский аян Хафиз-паша. Султан назначил его в качестве мухафиза в Белград, однако сербы отказались принять его.
8 августа 1805 года в ходе битвы у села Иванковац сербские формирования разбили 15-тысячное войско Хафиз-паши и ранили пашу. После этого сербы были официально объявлены мятежниками, а все мусульмане империи были призваны к священной войне против них. Сербская делегация бежала из Константинополя на корабле в Одессу. Новый поход против восставших сербов должен был возглавить бейлербей Румелии Ибрагим-паша Скутарский. В соответствии с султанским фирманом, все правоверные мусульмане, способные носить оружие, должны были присоединиться к войску бейлербея и идти воевать против сербов Белградского пашалыка.
В течение года войска повстанцев постепенно занимали земли Белградского пашалыка и местами уже выходили на сопредельные с пашалыком территории, также населённые сербами, хотя и не могли занять Белград из-за недостатка денежных средств, оружия и амуниции. Однако объявление священной войны со стороны султана серьёзно обеспокоило сербов. В конце ноября 1805 года на Народной Скупщине было принято решение послать обращение к турецкому султану, российскому царю, австрийскому императору и константинопольскому патриарху с просьбой вмешаться и убедить турок отменить объявленный карательный поход. В этих посланиях сербы утверждали, что несмотря на войну с янычарами, они по-прежнему считают себя верноподданными турецкого султана и готовы платить ему положенные налоги. Прошение на имя султана (арз-мазар) от 30 ноября 1805 года удалось отправить в Константинополь через лесковацкого аяна Шашит-пашу только 24 декабря.

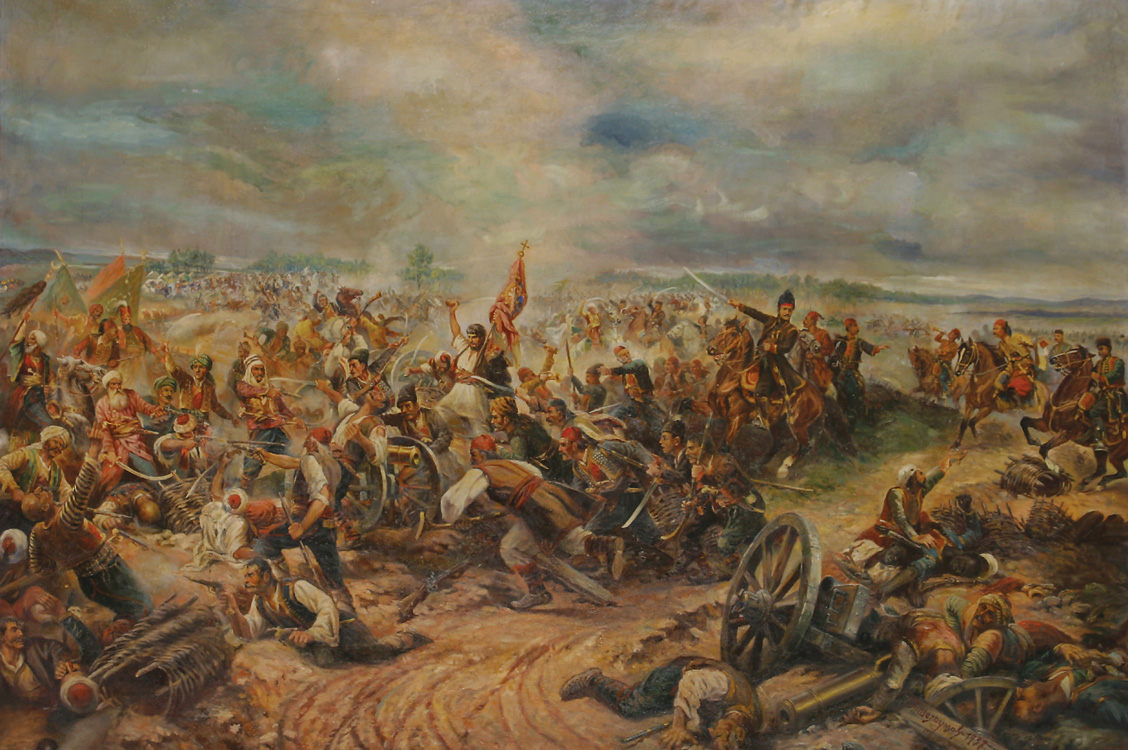
Битва при Мишаре (1806)

В начале августа 1806 года повстанцы одержали ещё одну победу в битве при Мишаре, которая сорвала планы ликвидировать мятеж силой. Власти империи, в ситуации готовящейся новой войны с Россией, были вынуждены пойти на компромисс и 3 августа 1806 года заключили в Константинополе с сербами Ичков мир, названный по имени сербского уполномоченного на переговорах Петара Ичко.
Согласно этому документу, Турция соглашалась вывести войска с территории Белградского пашалыка кроме 500 турок, которых оставили охранять крепости в Белграде, Смедерево, Шабаце и Ужице. Руководство гарнизонами этих четырёх крепостей отводилось назначенному султаном белградскому паше, который был также посредником в передаче дани. Сбор налогов и административное управление на всей территории пашалыка передавалось сербскому управлению.
Начало русско-турецкой войны и ввод русской армии в Румынские княжества привели к новой вспышке сербского восстания — 14 декабря 1806 года войска повстанцев под руководством Карагеоргия взяли крепость Белграда.
Несмотря на то, что 15 января 1807 года султан ратифицировал Ичков мир, противостояние между официальной властью и сербами всё нарастало. Немалую роль здесь сыграла русская дипломатия и материальная помощь России повстанцам. 23 февраля 1807 года под давлением повстанцев, отказавшихся направить оружие против России, Белградскую крепость покинул Сулейман-паша и остатки турецкого гарнизона. Одновременно в Белграде и Шабаце произошёл погром турецкого населения.
В мае 1807 года отряд русской армии под командованием генерал-майора И. Исаева численностью 1 тыс. человек соединился с сербским повстанческим отрядом Миленко Стойковича, совместно они нанесли турецкой армии поражение у села Штубик, а затем осадили крепость Неготин.
Совершённые сербами насилия окончательно разорвали контакты повстанцев с официальной властью империи. Лозунг о сербской автономии в рамках империи заменило требование независимой Сербии. Утвердился внешнеполитический курс, ориентированный на Россию и тесное сотрудничество с русской армией в борьбе с османской армией.

## Третий этап восстания (1807—1812)

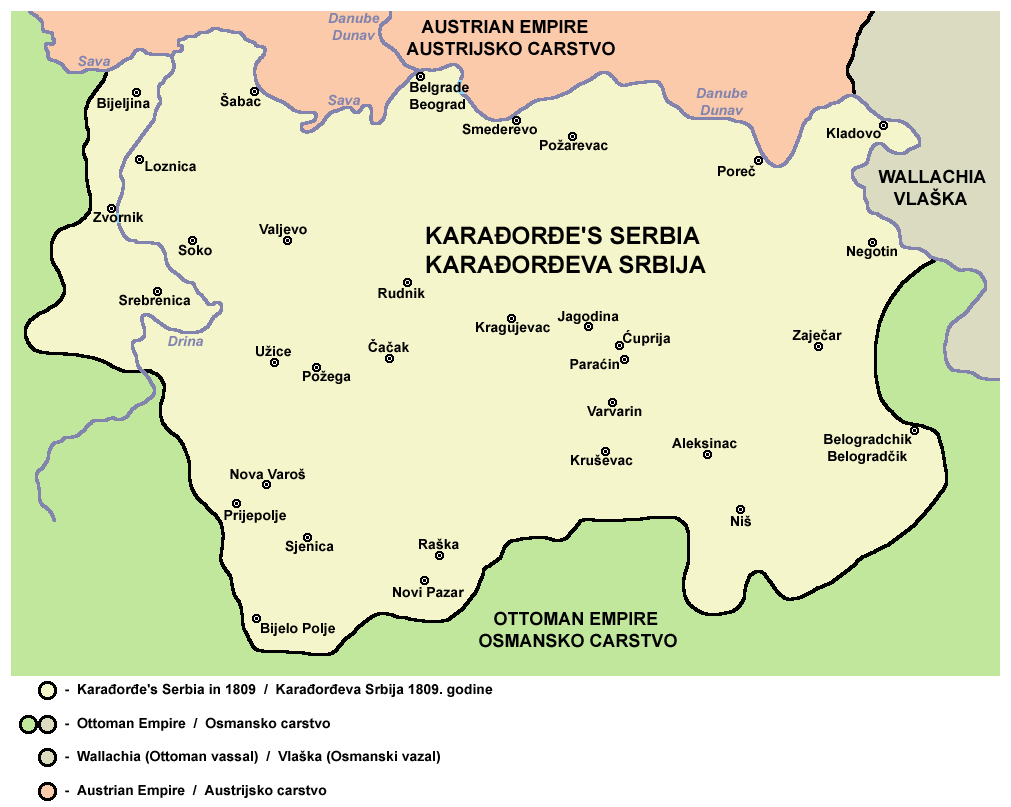

Весной 1807 года между сербами и русскими властями велись активные переговоры о назначении в Сербию уполномоченного и русской помощи восставшим. 21 мая русским уполномоченным был назначен К. К. Родофиникин.
В это время в Константинополе произошёл государственный переворот — 29 мая 1807 года янычары свергли султана Селима III и привели к власти Мустафу IV.

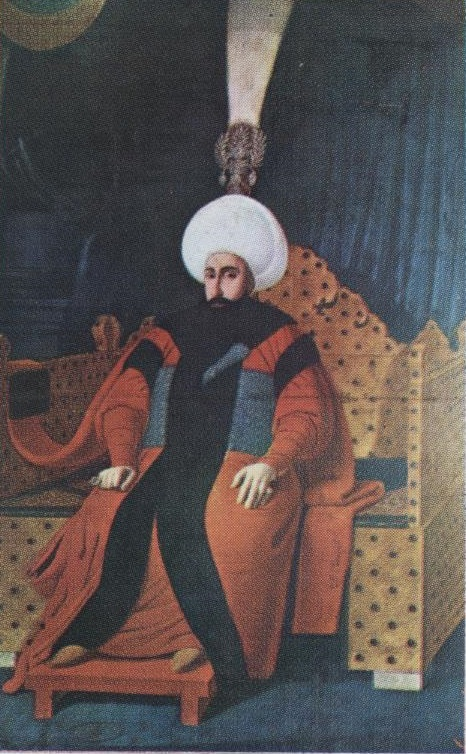
Мустафа IV

17 июня 1807 года русский отряд численностью 1000 человек переправился на правый берег Дуная, соединился с сербами и начал осаду крепости Неготин.

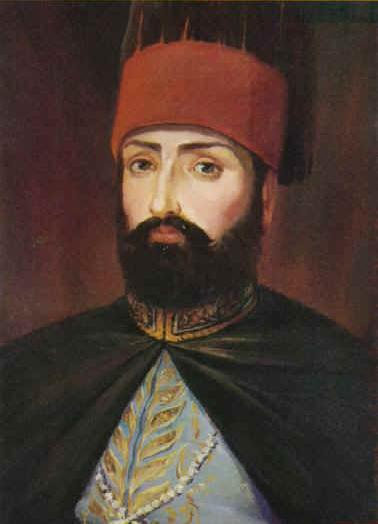
Махмуд II

25 июня 1807 года Россия заключила с Французской империей Тильзитский мир, по которому обязалась прекратить военные действия на Балканах, вследствие чего 2 августа 1807 года заключила с Османской империей Слободзейское перемирие. Боевые действия между Россией и Турцией были приостановлены, но перемирие не распространялось на восставших сербов. В тот же день, 2 августа 1807 года, российский уполномоченный Родофиникин прибыл в Белград.
Русско-турецкое перемирие было воспринято в Сербии крайне негативно:
Сам я был подвержен опасности сделаться жертвою отчаяния сербов и еле успел сам и посредством приверженных мне мало помалу успокоить умы и оные обратить попрежнему на прямой путь.Родофиникин
Осенью 1807 года в обстановке перемирия новый султан предпринял попытку урегулировать отношения с сербами, предоставив им желанную им прежде автономию. Весной 1808 года сербы вели переговоры с властями Австрийской империи, но они закончились безрезультатно. 28 июня 1808 года в результате нового переворота в Стамбуле к власти пришёл Махмуд II, казнивший своего брата Мустафу IV. В конце ноября 1808 года в селе Топола Карагеоргий был объявлен верховным правителем Сербии с наследственной властью.
22 марта 1809 года русские войска под командованием А. А. Прозоровского возобновили боевые действия против турок, о чём незамедлительно был извещён Карагеоргий. Сербы предприняли наступление сразу по четырём направлениям: на восток — на Видин, на юго-восток — на Ниш, на запад — в Боснию и на юго-запад — в Стари-Влах.

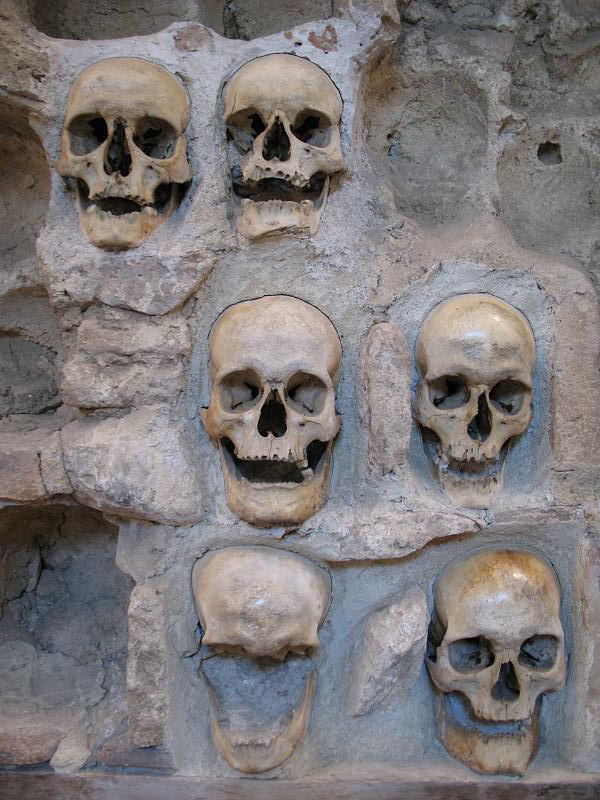
Стена из голов сербов, убитых турками в Битве на горе Чегар

Первоначально наступление было успешным, но в мае 1809 года войско, направлявшееся в Ниш, потерпело поражение на горе Чегар у села Каменица, а в июле 1809 года турки взяли Делиград (серб. Делиград) и дорога на Белград была открыта. Только благодаря действиям русских, предпринявших генеральное наступление, османские войска были отброшены к Нишу (октябрь 1809 года).
С июля по октябрь 1810 года совместно с русской армией сербам удалось восстановить свой контроль над всеми территориями, которые находились в их власти до поражений 1809 года.
6—12 января 1811 года в Белграде состоялась скупщина старейшин, на которой было объявлено о верховной наследственной власти Карагеоргия. Было образовано правительство из 6 попечителей (министров).
2 октября 1811 года русские во главе с М. И. Кутузовым нанесли сокрушительное поражение туркам у Рущука, что вынудило последних пойти на переговоры. 16 мая 1812 года был заключён Бухарестский мирный договор между Россией и Турцией. Особой статьей договора оговаривалась амнистия сербским повстанцам и автономный статус Белградского пашалыка, детали которого должны быть обсуждены в ходе сербско-турецких переговоров.

## Четвёртый этап восстания (1812—1813)

Сербия в 1813 году

Сербско-турецкие переговоры не имели результата и в июле-сентябре 1813 года в ходе наступления турецких войск, и в отсутствие поддержки сербам со стороны России, повстанческие силы были разгромлены. Несмотря на обещание амнистии и прощения Османская империя жестоко расправилась с участниками восстания. После поражения восстания Карагеоргий бежал в Австрию и на следующий год прибыл в Россию.

## Итоги и последствия восстания
Восстание потерпело поражение. Главным его итогом стало то, что впервые за несколько веков Османская империя в международном документе, которым является Бухарестский мирный договор 1812 года, признала право сербов на автономию. В ходе восстания сложились первые институты государственной власти возрождающейся Сербии.
Начался массовый исход населения. Часть сербов, включая и бывших старейшин, сдавалась туркам в надежде на амнистию, хотя те отказывались от соблюдения мирного договора. Однако Османская империя проявила к побеждённым некоторую лояльность, так как была заинтересована в возвращении беженцев. Прежняя администрация пашалыка была восстановлена, а имущество возвращено туркам. Несмотря на отсутствие янычар, новый режим напоминал власть дахий, чему способствовали возросший размер податей, насилие и запугивание населения. Ответной реакцией оказалось сопротивление сербов, во главе которых стояли уцелевшие кнезы. Уже в 1814 году вспыхнуло восстание в Пожегской нахии под руководством Хаджи-Продана Глигориевича, жестоко подавленное турками. Положение сербов усугубляло то, что Священный союз, созданный после победы над Наполеоном и Венского конгресса, выступал против революций и восстаний, и, соответственно, за сохранение целостности Турции.
23 апреля 1815 года в Таково оставшиеся в стране сербские лидеры приняли решение о начале нового восстания, вождем которого был избран Милош Обренович — кнез Рудицкой нахии, принимавший участие в Первом восстании. И новое восстание не было направлено против султана. Сербы нанесли удар по городам, так как в селах турок не было. Территорию пашалыка удалось освободить от них после ряда успешных сражений — под Чачаком, Валево и Пожаревацем. Османская империя направила против восставших две армии, одну из Боснии, а другую из Румелии. Начав переговоры с обеими командующими, Милошу пришлось пропустить войска Марашли Али-паши, с которым в августе 1815 года он заключил устное соглашение. Согласно ему, сербы в будущем должны были сами собирать дань. В суде над ними, вместе с представителями турецких властей, всегда должен был присутствовать и сербский кнез, а в Белграде надлежало открыть Народную канцелярию в составе двенадцати кнезов. Спахиям позволялось входить в сербские села только для сбора десятины.
Ограниченная и неформализованная сербская автономия функционировала стабильно благодаря Милошу Обреновичу, который в переговорах с Турцией различными способами добивался расширений собственных полномочий и влияния. Спустя 15 лет, в 1830 году, султан издал хатт-и-шериф (указ), который даровал Сербии международно признанную автономию, а за Милошем Обреновичем признал право передачи княжеского титула по наследству.
Сербское восстание 1804 года современники и их потомки называли бунтом против дахий. Но, когда со временем стали очевидными значение, продолжительность и сложность освободительной борьбы, были сделаны акценты на различия, и оба восстания были строго разделены: первое — Карагеоргия, второе — Милоша Обреновича. Позднее, в зависимости от того, какая династия была на троне, тому или иному периоду приписывалось большее значение. По прошествии небольшого периода времени, рассматривая недавние события в контексте всемирной истории, немецкий историк Леопольд Ранке в изданной им в 1829 году книге назвал борьбу сербов пашалыка «сербской революцией».